# Louis Darquier de Pellepoix

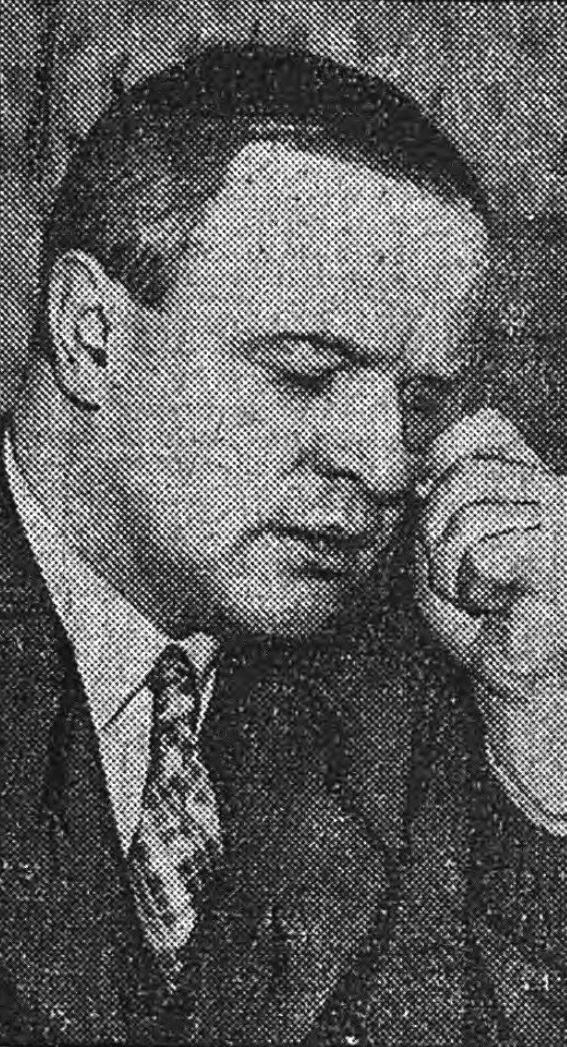
Darquier de Pellepoix 1942

Louis Darquier, besser bekannt unter seinem angenommenen Namen Louis Darquier de Pellepoix (* 19. Dezember 1897 in Cahors; † 29. August 1980 bei Málaga, Spanien) war ein französischer Journalist, Politiker und Verwaltungsbeamter, der einen militanten Antisemitismus vertrat. Unter dem Vichy-Regime war er Vorsitzender des Generalkommissariats für Judenfragen.

## Leben

### Vorkriegszeit
Louis Darquier stammte aus einer angesehenen Familie in Cahors. Sein Vater Pierre Darquier war Arzt und als Mitglied des linksbürgerlichen Parti radical von 1907 bis 1919 Bürgermeister von Cahors.
Zu Beginn des Ersten Weltkriegs meldete er sich als Freiwilliger, konnte jedoch entgegen seinem Wunsch keine Militärkarriere einschlagen und wurde 1919 aus dem Dienst entlassen. Nachdem er einige Jahre durch Vermittlung seines Vaters im Getreidehandel gearbeitet hatte, wurde er wegen Veruntreuung von Firmengeldern entlassen und lebte mehrere Jahre als Bohemien. In dieser Zeit fügte er seinem Namen das Adelsprädikat de Pellepoix hinzu und behauptete, ein Nachfahre des Astronomen Antoine Darquier de Pellepoix zu sein. Er emigrierte nach Großbritannien, wo er eine australische Schauspielerin heiratete.
Zu Beginn der 1930er Jahre kehrte er nach Frankreich zurück und schloss sich der Action française an. Bei den von rechtsextremen Kreisen organisierten antiparlamentarischen Ausschreitungen in Paris vom 6. Februar 1934 wurde er verwundet. Nach dem Sieg der Front populaire bei den Wahlen 1936 gründete er eine eigene antisemitische Partei sowie eine Zeitung namens La France enchaînée („Das angekettete Frankreich“), in welcher er Adolf Hitler nach der Durchführung der Reichskristallnacht mit den Worten Bravo Fritz! gratulierte. Während einer Sitzung im Jahre 1937 forderte er, „die Judenfrage mit aller Dringlichkeit zu lösen, entweder durch Vertreibung oder durch Massaker“. Wegen Anstiftung zum Rassenhass in seiner Zeitung wurde er 1939 zu drei Monaten Gefängnis verurteilt.

### Zweiter Weltkrieg
Nach dem Westfeldzug war er im Juni 1940 als französischer Soldat Kriegsgefangener und wurde zwei Monate später von den Deutschen aus der Kriegsgefangenschaft entlassen. Im Mai 1942 wurde er Vorsitzender des Commissariat Général aux Questions Juives als Nachfolger von Xavier Vallat, der von den deutschen Behörden als zu moderat eingestuft wurde. Am 15. Juli 1942 beteiligte er sich an den abschließenden Vorbereitungen für die Massenfestnahme und anschließende Deportation im Vélodrome d’Hiver. Am 1. Februar 1943 forderte er von der Regierung in einem von ihm unterzeichneten Artikel in Le Petit Parisien die Einführung des Judensterns in der unbesetzten Zone, den Ausschluss der Juden aus dem öffentlichen Dienst und die Aberkennung der französischen Staatsbürgerschaft für diejenigen Juden, die nach 1927 eingebürgert worden waren. Im Februar 1944 wurde er auf Betreiben der Deutschen von seinen kommissarischen Funktionen von Charles du Paty de Clam abgelöst.

### Nachkriegszeit
Nach der Befreiung Frankreichs flüchtete er ins franquistische Spanien, wo er als Französischlehrer und Übersetzer eine ruhige Existenz führte, nachdem er 1947 in Frankreich in Abwesenheit wegen Kollaboration zum Tode und zur Beschlagnahme seines Eigentums verurteilt worden war. Am 28. Oktober 1978 veröffentlichte die Zeitung L’Express ein Interview mit ihm unter dem Zitat: In Auschwitz wurden nur Läuse vergast. Für die Ereignisse im Vélodrome d’Hiver bestritt er jede Verantwortung und schob diese dem Generalsekretär der Polizei des Vichy-Regimes, René Bousquet, zu. Auf die Veröffentlichung dieses Zeitungsinterviews folgte ein Auslieferungsgesuch Frankreichs an Spanien, dem jedoch nicht stattgegeben wurde. Darquier starb in Spanien am 29. August 1980.
Seine Tochter Anne Darquier (* 1930 in London) wurde als Kleinkind von ihren Eltern verlassen. Sie lebte in England, wurde Psychiaterin und starb 1970 an einer Überdosis an Alkohol und Barbituraten.